# Arisa Sato
Pour les articles homonymes, voir Sato.
Arisa Satō (佐藤 あり紗, Satō Arisa) est une joueuse de volley-ball japonaise née le 18 juillet 1989 à Sendai (Préfecture de Miyagi). Elle mesure 1,64 m et joue au poste de libero. Elle totalise 56 sélections en équipe du Japon.

## Clubs
| Club                       | De        | À         |
| -------------------------- | --------- | --------- |
| Furukawa Gakuen Highschool | 2005-2006 | 2007-2008 |
| Tohoku Fukushi University  | 2008-2009 | 2011-2012 |
| Hitachi Rivale             | 2012-2013 | 2017-2018 |
| Ligare Sendai              | 2018-2019 | …         |

## Palmarès

### Équipe nationale
- Championnat d'Asie et d'Océanie
  - Finaliste : 2013.

### Clubs
- Coupe de l'impératrice
  - Finaliste : 2014, 2016.
- V Première Ligue
  - Finaliste : 2016.
- Tournoi de Kurowashiki
  - Finaliste : 2017.

### Distinctions individuelles
- World Grand Champions Cup féminine 2013: Meilleure libero[1].